# Teoría culturológica
La teoría culturológica es una teoría  de la comunicación creada en la década de 1960, principalmente de la obra de Edgar Morin "La cultura de masas en el siglo XX: El espíritu del tiempo". Morin determina que el individuo toma parte de una experiencia universal cuando participa de la cultura, con este impulso de sentirse pertinente en la sociedad.
Esta teoría nace de un análisis de la teoría crítica, según la cual los medios serían el vehículo por la alienación de las masas. La teoría se posiciona en la vertiente de los estudios alternativos a la investigación institucional, introduciendo una novedad: no examina exclusivamente los medios de comunicación de masas y sus efectos, sino que se concentra en el análisis de la cultura de masas en sí misma. Los culturólogos, por su parte, ven la cultura como una fabricación de los medios de comunicación, dando a las masas lo que quieren: Una información transformada por los grandes cuadros de venta y el arte producido en la óptica de la industria, es decir, la masa vendida por los medios como que era una imagen de la realidad en la cual vive la gente. De acuerdo con ellos, la cultura nace combinando la realidad con la imaginación.
Por lo tanto, la finalidad de esta teoría es la de estudiar la cultura de masas para individualizar los aspectos antropológicos y las relaciones que se instauran entre el consumidor y el objeto de consumo.